# Ecobola

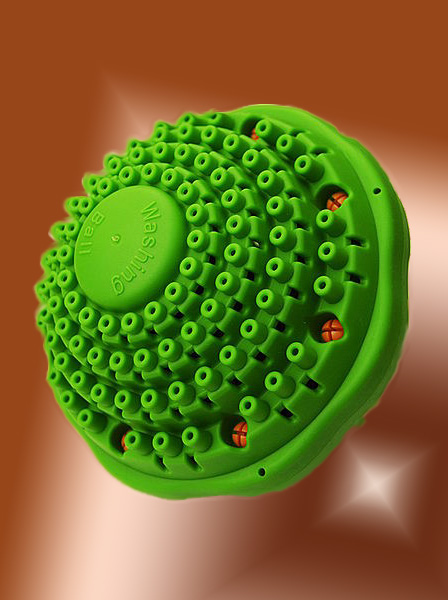
La «Magicball» sueca és un exemple d'un producte de rentatge pseudocientífic.

L'ecobola és un producte pseudocientífic del qual els seus venedors pretenen que renta la roba sense detergent en una rentadora automàtica. El producte es ven sovint en venda piramidal.

## Afirmacions
Algunes ecoboles contenen perles de rentar boletes de ceràmica que suposadament interaccionen amb l'aigua de rentat o deixen anar substàncies en l'aigua. Altres estan segellades i contenen una solució líquida, però rarament s'explica el mètode de rentat. Normalment els dos tipus d'ecobola s'anuncien com alternatives ecològiques i respectuoses amb el medi ambient davant els detergents habituals, perquè afirmen que són capaços de rentar fins a 1000 o 1500 vegades abans de ser rebutjades.
L'OCU (Organització de Consumidors i Usuaris) va dur a terme un estudi comparatiu de detergents, publicat el setembre de 2009, en el qual també va provar l'ecobola.
Això va ser el que en va dir:
| « | Sense detergent, sense pol·lució i sense al·lèrgies; sense neteja, afegim nosaltres. Les ecoboles prometen una rentada eficaç sense emprar detergent. En realitat, no són més que una esfera de plàstic amb boles petites de ceràmica al seu interior. En el quadre d'anàlisi, es poden veure els pobres resultats d'Irisana, la més venuda a l'estat espanyol, comparada amb els altres detergents en les mateixes condicions. A més, els nostres col·legues italians van comparar un detergent en pols, amb Biowashball (una altra ecobola) i amb aigua sola. Resultat? L'ecobola renta tant com l'aigua sola, amb un terç de l'eficàcia del detergent. Si la bola neteja res és gràcies al moviment de la rentadora i a la temperatura de l'aigua (40 °C a la prova). | » |

El febrer del 2011, el Ministeri de Sanitat i Consum d'Espanya requerí a quatorze fabricants que posessin fi a la publicitat enganyosa d'aquests productes.

### Infraroigs i alcalinització
Algunes de les ecoboles basades en perles de rentada afirmen que «creen potents raigs infraroigs que trenquen els vincles de l'hidrogen de la molècula d'aigua per a tenir una més gran penetració i rentament, i al mateix temps emeten anions per a abaixar la tensió superficial i fer possible la neteja sense agents pol·luents». L'afirmació que emeten infraroigs no és falsa, perquè tots els materials emeten raigs infrarojos, en altres paraules, calor. També és cert que l'escalfament redueix la tensió superficial de l'aigua, però l'efecte de la radiació emesa per les perles és insignificant comparat amb la radiació de l'aigua escalfada. No hi ha proves independents que demostrin que les perles poden produir raigs infraroigs més forts en interacció amb l'aigua que sense interacció amb l'aigua.
L'afirmació de la basificació és discutible, perquè encara que és cert que hi ha agents alcalins en els detergents habituals, no hi ha estudis que suggereixin que les perles puguin afectar el pH de l'aigua.

### Propietats anticlor
De moltes ecoboles també s'afirma que les seves perles contenen agents anticlor, que suposadament neutralitzen el clor afegit a l'aigua de l'aixeta. El clor i productes similars al lleixiu són comuns en els detergents i productes de rentat. El clor es fa servir en la purificació i desinfecció de l'aigua de l'aixeta. Les afirmacions diuen que en retirar el clor de l'aigua de rentat, la tensió superficial es redueix i el clor danyós no pot interaccionar amb la roba, encara que la quantitat de clor a l'aigua corrent és molt petita tant a Europa (0,3-1, 0 ml/l), com a Amèrica del Nord (4 ml/l). El clor és un agent antibacterià potent, de manera que neutralitzar-lo no té gaire sentit. No hi ha explicacions clares de com funciona el substitut antibacterià de les perles.

### Propietats magnètiques
Algunes ecoboles afirmen que contenen elements magnètics que «minimitzen la grandària de la molècula d'aigua, i d'aquesta manera contribueixen a retirar l'òxid de la rentadora i de les canonades». Ambdues afirmacions són falses des del punt de vista científic: mentre els imants interaccionen amb l'òxid, no poden retirar l'òxid de la roba i les molècules no es poden escalar lliurement.

### Ions negatius
Algunes ecoboles afirmen que alliberen ions negatius, que fan que es debiliti l'adherència de la brutícia a la roba. És possible que es puguin crear alguns ions OH- o hidroxils, però no en gran quantitat.

## Protecció al consumidor i enllaç cienciològic
El 1997, Trade-Net, una companyia propietat de la Cienciologia, venia la Blue Laundry Ball en diversos estats dels Estats Units. A causa de les queixes, els serveis de protecció dels consumidors (Consumer Protection Departments) van investigar les afirmacions a Utah, Oregon i Florida, entre d'altres, i es va prohibir a la companyia de pretendre que «el producte renta tan bé com un detergent convencional». Després, Trade-Net va treure al mercat una «nova» ecobola, però es va veure obligada a pagar multes, incloent 190.000 $ a l'Oregon's Department of Justice, 10 000 $ a Utah i l'abril de 1999, 155.000 $ als Estats de Nova York, Arizona, Arkansas, Hawaii, Idaho, Illinois, Michigan, Missouri, Nebraska, Nevada, Oklahoma ia la FTC (Federal Trade Commission). L'empresa va desaparèixer al cap de poc.